# Кірунський рудник
Кірунський рудник — найбільший і найсучасніший залізний рудник у світі. Рудник розташований у місті Кіруна в лені Норрботтен, Лапландія, Швеція. Рудник, що належить Luossavaara-Kiirunavaara AB (LKAB), великій шведській гірничій компанії, має щорічну виробничу потужність понад 26 мільйонів тонн залізної руди. У 2008 році рудник видобув 27,5 млн тонн залізної руди. Рудне тіло Кірунського рудника простягається на 4 км, має товщину від 80 до 120 метрів і досягає глибини 2 км. З часу початку видобутку в 1898 році рудник виробив понад 950 млн тонн руди.
Через розташування рудника у безпосередній близькості до міста спостерігаються процеси просідання. У 2004 році було ухвалено рішення про перенесення центру міста та переселення населення на випередження цих процесів. Переселення буде здійснюватися поступово протягом десятиліть.
Оператор рудника, компанія LKAB, у січні 2023 повідомила про відкриття поблизу Кірунського рудника найбільшого у Європі родовища рідкісноземельних металів, яке названо "Пер Геєр". Запаси родовища оцінюються у 1 млн тон рідкісноземельних оксидів.

## Історія

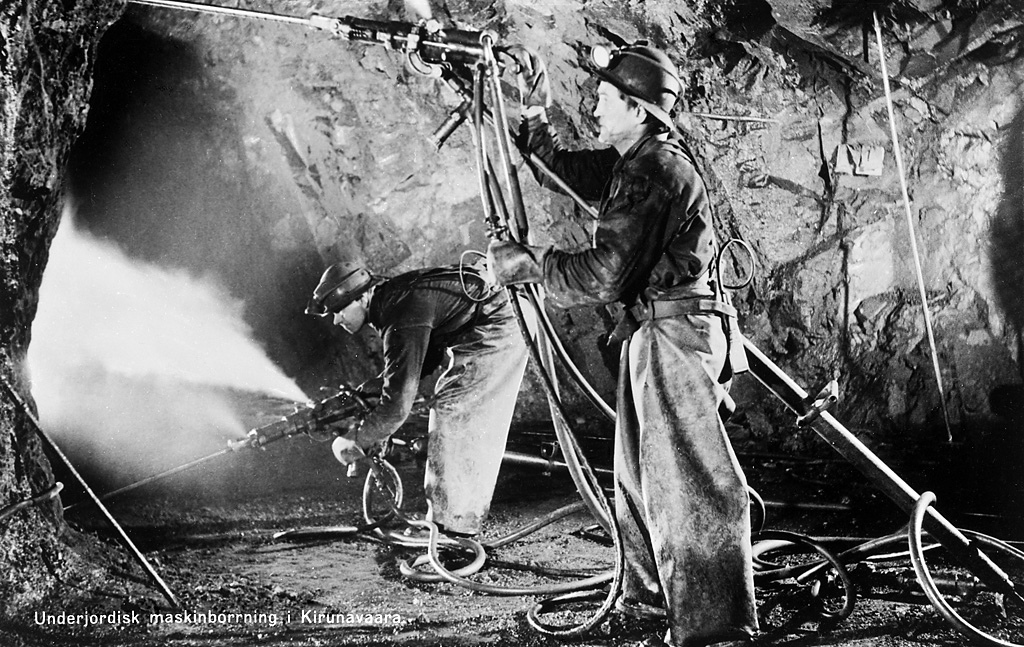
Гірники на роботі, приблизно 1940—1959 роки

Поперечний розріз Кірунської залізної шахти

Кірунське рудне тіло утворилося внаслідок інтенсивної вулканічної активності. Розчини, багаті залізом, осаджували залізо на підніжжя із сієнітового порфіру. Далі руду покрили подальші вулканічні відклади, кварцовий порфір та осадові породи. Пізніше все тіло нахилилося до кута 50—60 °. Маючи понад 60 % заліза та середній вміст фосфору 0,9 %, руда містить дуже чисту суміш магнетиту й апатиту.
У 1902 р. було завершено залізницю Кіруна—Нарвік, що дозволило відвантажувати руду через безлідний порт міста Нарвік.
Первісний запас Кірунського рудника становив близько 1,8 млрд тонн руди. На початку використовувався поверхневий видобуток, але з 1960-х років шахта розробляється методом підрізної печери. Станом на 2008 р. доведені запаси Кірунської шахти становили приблизно 602 млн тонн руди з вмістом 48,5 % заліза та імовірні запаси 82 млн тонн — 46,7 % заліза. До 1999 року найглибший рівень шахти сягав 775 метрів, але після 1999 року новий рівень пішов глибше, досягнувши глибини 1045 метрів. 28 жовтня 2008 року LKAB вирішили піти ще глибше, новий рівень досяг глибини 1365 метрів. Вартість його завершення, за підрахунками, мала складати 1,7 млрд дол. США.

## Переміщення міста
Підземний виробіток руди поступово рухається в напрямку до центру міста, що змушує територію міста просідати. Кілька будівель підлягають переміщенню або знесенню. Місцевою владою було вирішено перенести центр міста на 3 кілометри на схід.
У 2004 році було ухвалено рішення про те, що поточний центр муніципалітету має бути переселений для протидії просіданню поверхні. Переїзд мав здійснюватися поступово упродовж наступного десятиліття. 8 січня 2007 року було запропоновано нове місце, на північний захід від підніжжя гори Луоссавара, біля озера Луоссаярві.
Перші фактичні роботи з переміщення міста були проведені в листопаді 2007 року і почалися з прокладання нової магістральної каналізаційної труби.
Того ж тижня стали доступними перші ескізи планування нової частини міста. Ескізи містили туристичний центр, нові місця для мерії та церкви, штучне озеро та продовження пагорба Луоссавара у місто. Місце нової ділянки автошляху E10 ще не було визначене, як і розташування залізниці та залізничної станції. Більш офіційний ескіз був опублікований на початку весни 2008 року, який потім обговорювався з різними зацікавленими групами перед розробкою наступної версії.
У червні 2010 року міська рада ухвалила рішення про те, що місто буде переміщене на схід (до 67°51′1″ пн. ш. 20°18′2″ сх. д. / 67.85028° пн. ш. 20.30056° сх. д.), в напрямку Туоллувара, замість запропонованого північно-західного місця розташування. Переїзд міста почався в 2014 році і план описує процес, який триватиме до 2100 року. White Arkitekter AB, що базується в Стокгольмі, і Ghilardi + Hellsten Arkitekter, що базується в Осло, виграли контракт на проектування нового міста разом з дослідниками університетів Лулео і Делфта, яке передбачає щільніший центр з детальною увагою до сталого розвитку, зеленої та синьої інфраструктури, пішоходів і громадського транспорту, а не автомобілів.

## Посилання

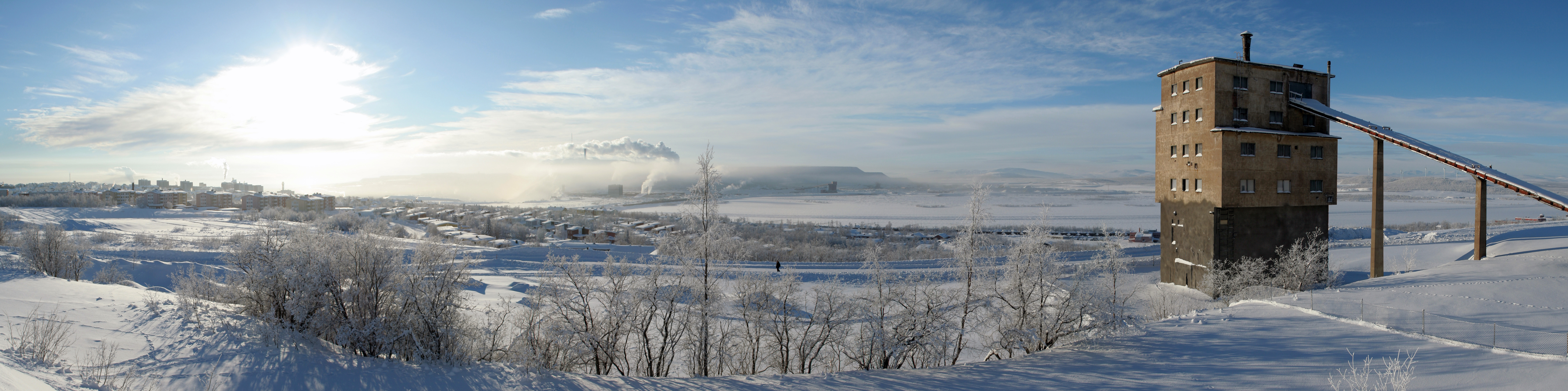
Вид на Кіруну від старої шахти (Луоссавара) до нової шахти (Кірунавара)